# 合股线

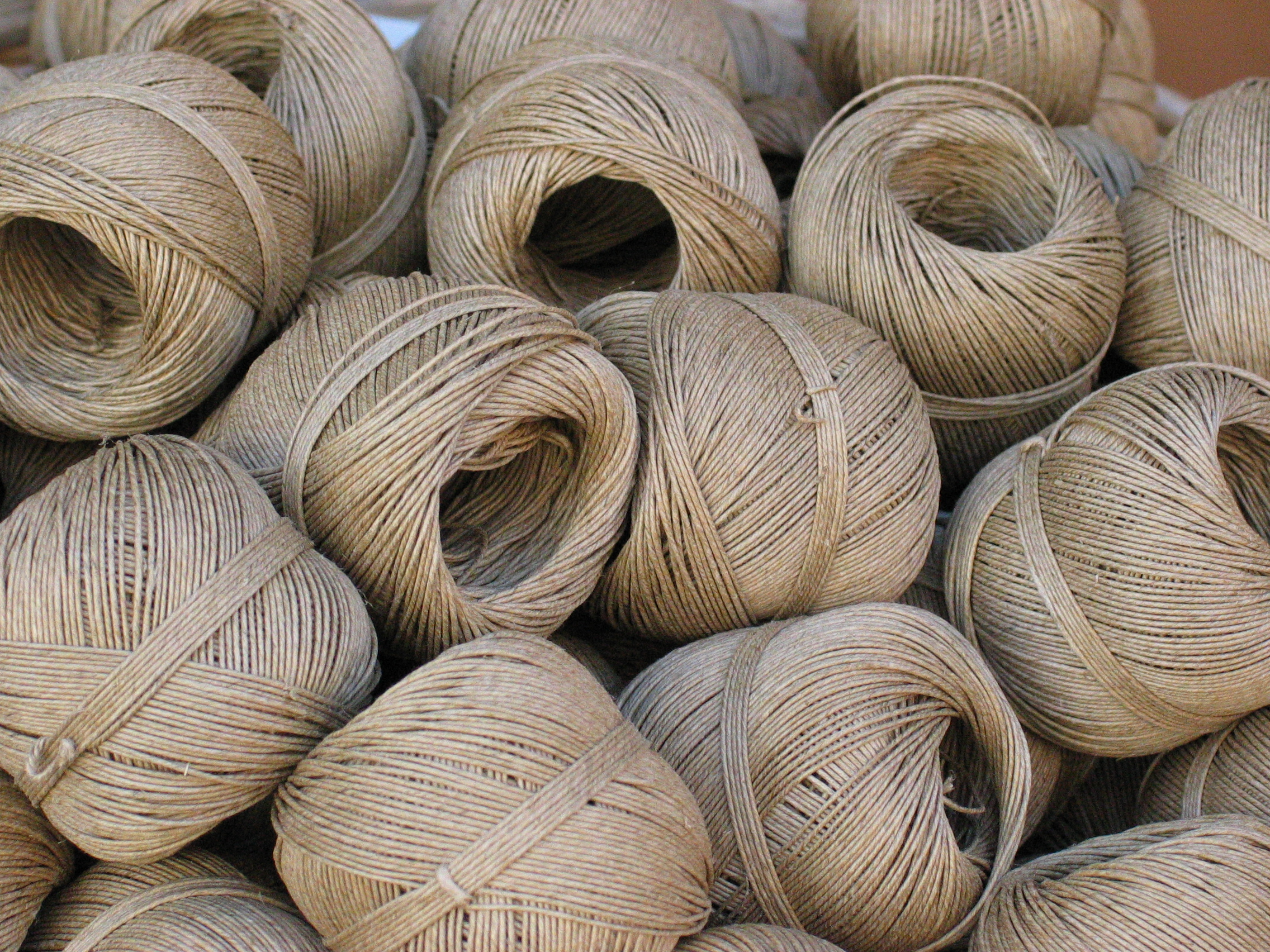
合股线团

合股线是一种细绳或粗线，它由两股或多股更细的纱线缠绕而成。
可用于制造合股线的天然纤维包括羊毛、棉花、剑麻、黄麻、麻、黄条龙舌兰和椰子纤维。也可以使用各种合成纤维。

## 应用
- 打包机（英语：Baler）
- 晾衣绳（英语：Clothes line）
- 工艺
- 拉绳（英语：Drawstring）
- 泰拳中由包衣线制成的手套
- 珠宝
  - 绕在手指上作为提醒
- 绳结
  - 绳结列表
- 邮件/包裹
- 网
- 套索（英语：Noose）
- 宠物玩具
- 拉线（英语：Pullstring）
- 绳
  - 绳端结（英语：Whipping knot），绳子的端头
- 翻绳
- 栓船、放风筝等
- 圈套
- 绊网（英语：Tripwire）
- 园地栽培中捆绑植物